# KAB-500
KAB-500 (КАБ od ros. Корректируемая авиационная бомба – bomba lotnicza o korygowanym locie, 500 – masa pocisku w kilogramach) – rodzina rosyjskich kierowanych bomb lotniczych różnego przeznaczenia, zbudowanych na bazie bomby FAB 500 z dodatkowymi urządzeniami naprowadzającymi i korygującymi lot.
Występuje w wersjach:
- KAB-500L – naprowadzana laserowo
- KAB-500LK – naprowadzana laserowo bomba kasetowa
- KAB-500Kr – naprowadzana telewizyjnie bomba przeciwbetonowa
- KAB-500-OD – naprowadzana telewizyjnie bomba odłamkowo-burząca
- KAB-500PL – wersja dla samolotu Ił-38
- KAB-500R – wersja z głowicą naprowadzającą działającą w podczerwieni (prawdopodobnie)
- KAB-500S – naprowadzana satelitarnie
- KAB-500Kr-OD – naprowadzana telewizyjnie